# Крахмальов Михайло Костянтинович
Михайло Костянтинович Крахмальов (7 листопада 1914, слобода Ніколаєвська Астраханської губернії, тепер місто Ніколаєвськ Волгоградської області, Росія — 17 вересня 1977, місто Брянськ, Росія) — радянський державний діяч, 1-й секретар Тамбовського, Бєлгородського і Брянського обласних комітетів КПРС. Кандидат у члени ЦК КПРС у 1956—1961 роках. Член ЦК КПРС у 1961—1977 роках. Депутат Верховної Ради СРСР 4—9-го скликань.

## Життєпис
Народився в бідній селянській родині. У 1934 році закінчив Саратовський автодорожній технікум.
З 1934 року працював старшим техніком районного дорожнього відділу в Саратові.
З 1936 по 1938 рік служив у Червоній армії.
У 1938—1939 роках — секретар районного комітету ВЛКСМ міста Саратова, 2-й секретар Саратовського обласного комітету ВЛКСМ.
Член ВКП(б) з 1939 року.
У 1939—1942 роках — слухач Вищої партійної школи при ЦК ВКП(б).
У 1942—1943 роках — завідувач сектора кадрів Тамбовського обласного комітету ВКП(б).
У 1943—1948 роках — 1-й секретар Ламського районного комітету ВКП(б) Тамбовської області, завідувач відділу Тамбовського обласного комітету ВКП(б).
У 1948 — квітні 1951 року — 2-й секретар Тамбовського обласного комітету ВКП(б).
У квітні 1951 — серпні 1952 року — 1-й секретар Тамбовського обласного комітету ВКП(б).
У серпні 1952 — січні 1954 року — інспектор ЦК КПРС.
У січні 1954 — 14 грудня 1960 року — 1-й секретар Бєлгородського обласного комітету КПРС.
13 грудня 1960 — січень 1963 року — 1-й секретар Брянського обласного комітету КПРС. 18 січня 1963 — 15 грудня 1964 року — 1-й секретар Брянського сільського обласного комітету КПРС. 15 грудня 1964 — 17 вересня 1977 року — 1-й секретар Брянського обласного комітету КПРС.
Помер 17 вересня 1977 року в місті Брянську.

## Нагороди і звання
- чотири ордени Леніна
- орден Жовтневої Революції
- медаль «За трудову доблесть»
- медалі